# Chien dans la mythologie chinoise

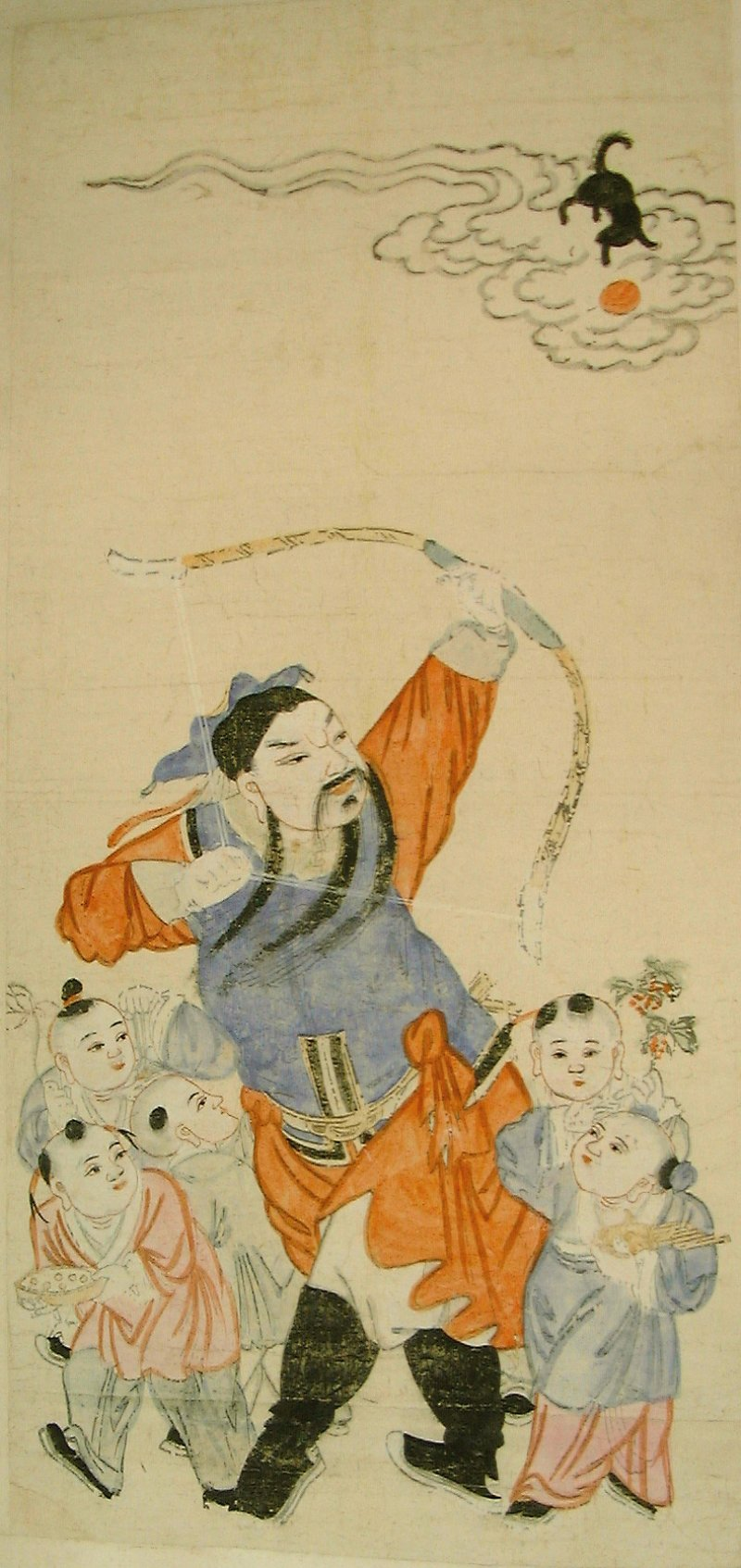
L’immortel tirant sur le Tiāngǒu

Les chiens sont des motifs importants dans la mythologie chinoise'.
Ces motifs peuvent être par exemple un chien particulier qui accompagne un héros, le chien comme l’une des douze créatures totem du calendrier chinois, un chien donnant les premières graines qui ont permis à l’agriculture d’être ce qu’elle est aujourd’hui, ou encore, certains groupes ethniques affirment avoir un chien magique parmi leurs ancêtres.

## Mythe versus Histoire
La mythologie chinoise est celle que l'on retrouve dans la zone géographique appelée Chine, qui a bien sûr évolué et changé tout au long de son histoire. Cela comprend les mythes en chinois et en d’autres langues, transmis par les Hans à d’autres groupes ethniques (dont cinquante-six sont officiellement reconnus par l’administration chinoise).
Lors de l’étude de la culture historique chinoise, plusieurs des histoires qui ont été racontées au sujet de personnages et d’événements relatés par écrit ou oralement dans un lointain passé, ont une double tradition : l’une présente une version plus historique, tandis que l’autre présente une version plus mythologique. Ceci est également vrai pour quelques récits à propos de chiens mythologiques chinois.
Des récits historiques et des anecdotes sur les chiens de la Chine antique et de plus tard apparaissent dans des œuvres littéraires telles que le Shiji de Sima Qian. L’étude archéologique fournit des connaissances supplémentaires à cet égard.

## Noms dans la comparaison interculturelle
Wolfram Eberhard met en évidence que, comparée aux autres cultures, la littérature chinoise donne rarement des noms aux chiens. Cela signifie que dans le cas de la mythologie chinoise, un chien jouera souvent un rôle important, mais on ne lui donnera pas un nom propre, on l’appellera plutôt « chien ».
Étant donné que la grammaire chinoise ne requiert pas l’utilisation d’articles définis ou indéfinis, ou ne fait pas la différence du singulier et du pluriel, il existe des ambiguïtés lorsque l’on fait référence à « chien » qui peut signifier « Chien » (en tant que nom propre), « les chiens », « un chien », « le chien », « quelques chiens » ou encore « des chiens ».

## Le signe du zodiaque du chien

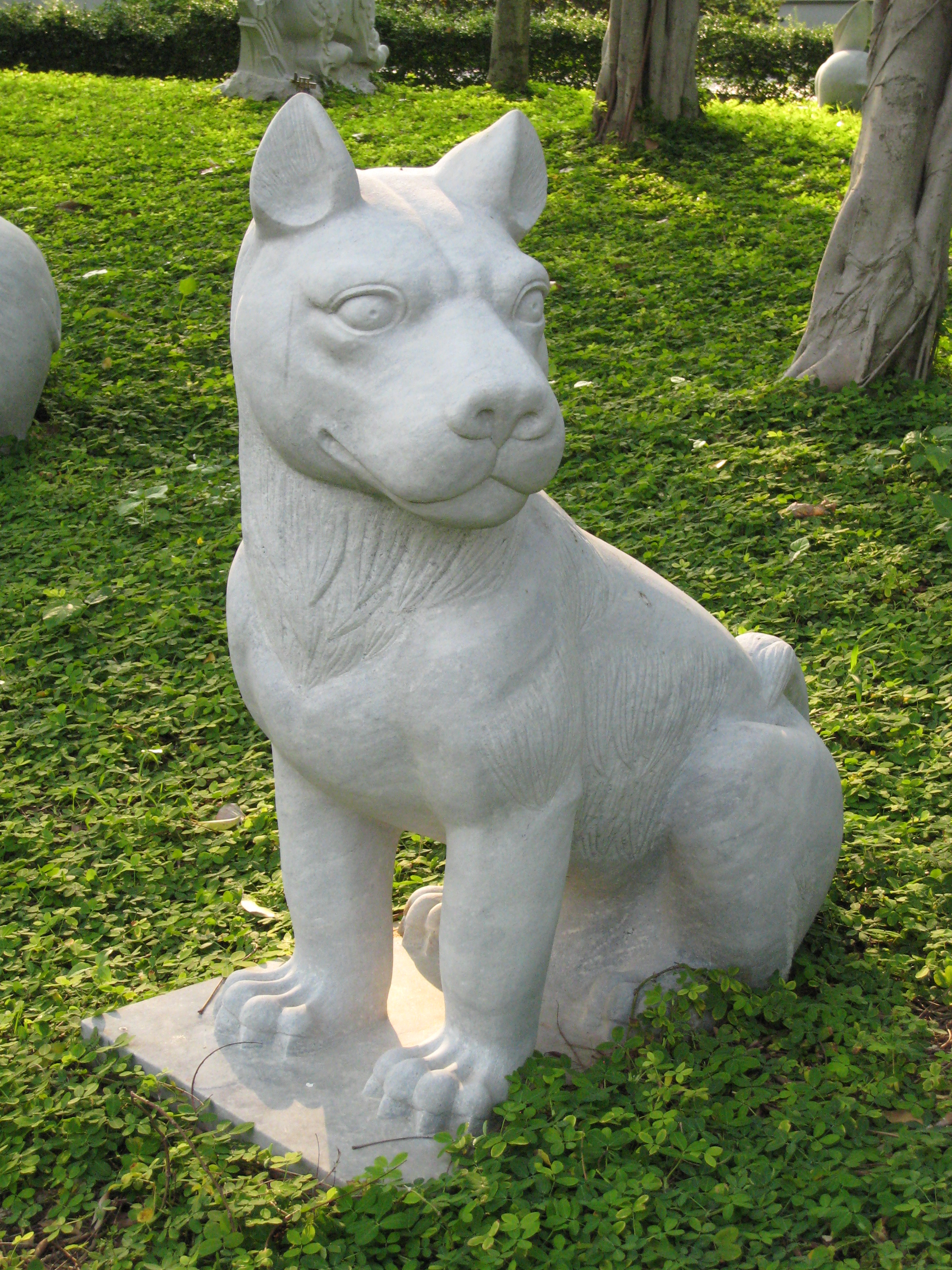
La statue du Chien est l’une des 12 créatures du zodiaque chinois, visible dans le parc de Kowloon Walled City à Kowloon City, Hong Kong.

Pendant des milliers d’années, un cycle de douze années nommées selon des animaux réels ou mythiques était utilisé en Asie du Sud-Est. Ce cycle, parfois associé au zodiaque chinois met en relation chaque année en cours avec une créature, dans un ordre fixé de douze animaux à la suite de quoi, le cycle reprend du début avec le Rat. La onzième place du cycle est occupée par le Chien.
Une légende raconte que l’ordre des animaux de ce cycle est dû à leur ordre d’arrivée dans une course, comprenant la traversée d’une rivière, appelée la Grande Course. La raison pour laquelle le Chien finit avant-dernier alors qu’il est un nageur talentueux est expliquée par sa nature joueuse : le Chien a joué et a folâtré tout le long du chemin, perdant ainsi du temps sur le parcours et retardant son passage de la ligne d’arrivée.

À partir de 2012, la prochaine année du Chien dans le calendrier chinois débutera le 16 février 2018 jusqu’au 4 février 2019 (année du Chien de terre). Les personnes nées pendant l’année du Chien, selon les croyances populaires, sont supposées partager certains traits de caractère associés au Chien comme la loyauté ou l’exubérance. Cependant, les caractères peuvent être différents lors de la prise en compte des autres influences de l’astrologie chinoise, par exemple l’influence du mois, de la journée, ou encore de l’heure de naissance. Selon le système traditionnel des branches terrestres, chaque animal est aussi associé à un mois de l’année et à une période de la journée (et de la nuit) exprimée en heure double.
La période du Chien s’étend de 19 h à 21 h et il est associé au neuvième mois lunaire.

## Panhu
Il existe plusieurs mythes et légendes présents dans différents groupes ethniques qui affirment ou qui ont affirmé avoir un chien divin parmi leurs ancêtres. L’une d’entre elles est l’histoire de Panhu. Le légendaire souverain chinois Di KU aurait possédé un chien nommé Panhu (en). Panhu l’a aidé à gagner une guerre en tuant le général ennemi et en lui rapportant sa tête, il finit par épouser la fille de l’empereur comme récompense.
Le chien a emmené sa femme dans la région montagneuse du sud, où ils donnèrent naissance à de nombreux descendants. À cause de leur propre identification en tant que descendants de ces ancêtres originaux, Panhu a été vénéré par le peuple Yao et le peuple She, souvent appelé roi Pan, et la consommation de la viande de chien était taboue. Ce mythe ancestral a également été retrouvé parmi les peuples Miao et Li.
Une première source documentaire du mythe des origines de Pan-hu est écrite par l’auteur Gan Bao, de la Dynastie Jin (265-420). Il parle de ce mythe originel pour un groupe ethnique du sud (qui est le sud du Fleuve Yangtsé) faisant référence a un « Homme » (蠻).

## Variations
Il y a diverses variantes à la mythologie de Panhu. Selon l’une d’elles, l’empereur avait accordé la main de sa fille comme récompense à celui qui lui rapporterait la tête du général ennemi. Au vu des difficultés apparentes du mariage d’un chien avec une femme humaine (en particulier une princesse impériale), le chien proposa de se transformer en humain, grâce à un procédé qui nécessitait qu’il reste séquestré sous une cloche pendant 280 jours.
Cependant, l’empereur curieux, n’a pu se retenir, et a soulevé la cloche le 279e jour : le sortilège s’est brisé avant la transformation complète, et, bien que tout le corps se soit transformé en humain, la tête ne le fut pas.

## Interprétations relatives à la culture
Victor Mair émet l’idée que d’être descendant des chiens peut avoir une ou des connotations péjoratives, que ce soit lié ou non à la relation des chiens par rapport aux humains.

## Le chien d’Erlang
Erlang, personnage surnaturel et héroïque, souche de la culture chinoise et connu pour ses prouesses martiales, est un personnage de « La Pérégrination vers l'Ouest ». Erlang est souvent représenté avec son chien. Dans les récits de « La Pérégrination vers l'Ouest », le chien d’Erlang l’aida lors de son combat contre le Roi des singes Sun Wukong, en mordant sévèrement ce dernier à la jambe.
Plus loin dans la légende (au chapitre 63), Sun Wukon et Erlang (à présent alliés) et leurs compagnons d’armes affrontèrent un monstre-insecte à neuf têtes. Une fois encore, le petit chien d’Erlang vint à son secours et mit le monstre en échec en mordant sa tête rétractable qui rentrait et sortait au niveau de son torse : le monstre s'enfuit alors, dégoulinant de sang, vers l'inconnu.
L’auteur de « La Pérégrination vers l'Ouest » indique qu’il s’agit des origines de « l’oiseau sanguinolent à neuf têtes », dont la caractéristique fut transmise à ses descendants. Anthony C. Yu, éditeur et traducteur de « La Pérégrination vers l'Ouest », fit le lien entre cet oiseau et le « ts’ang kêng » de la mythologie chinoise.

## Tiangou
On dit que le Tiangou (« le chien céleste ») ressemble à un chien ou à une météorite noire, qui chercherait à manger le soleil ou la lune pendant une éclipse, à moins d’être chassé.

## Obtention du grain
- Agriculture (mythologie chinoise) (en)

Selon les mythes des différentes cultures ethniques, un chien aurait apporté aux humains les premières graines de céréales, et avec elles les connaissances sur les cycles saisonniers de plantation, de moisson et de replantation des plantes de bases, ainsi que sur la conservation de certaines de ces graines pour les replanter. Il s’agit de l’origine de l’agriculture. Cette légende est commune dans les cultures Buyei, Gelao, Hani, Miao, Sui, Tibétaine, Tujias, et Zhuang.
Une version du mythe appartenant au folklore tibétain du Sichuan raconte que dans l’ancien temps, les graines étaient généreuses et abondantes. Cependant, le Dieu du ciel furieux de voir le peuple utiliser ces dons pour leur hygiène personnelle après leurs défécations au lieu d’être reconnaissants, descendit sur terre pour reprendre toutes les graines.
Cependant, un chien se saisit d’une jambe de son pantalon en gémissant piteusement. Ému, le Dieu du ciel laissa quelques graines de chaque type au chien, fournissant ainsi le stock de graines de l’agriculture d'aujourd'hui. On dit donc que, puisque les humains doivent leur possession de semences de céréales à un chien, les gens devraient partager une partie de leur nourriture avec les chiens.
Un autre mythe, du peuple Miao, parle d’une époque lointaine où les chiens avaient neuf queues jusqu’au jour où l’un d’eux alla voler du grain dans le royaume céleste. Huit de ses queues furent coupées par les armes des gardiens célestes alors qu’il s’échappait, mais il parvint à ramener les graines accrochées à sa dernière queue. Cette légende raconte également que lorsque le people Miao célébrait le festival des récoltes, les chiens étaient les premiers à être nourris. Les peuples Zhuand et Gelao ont des mythes similaires qui expliquent pourquoi les épis de céréales, une fois mûrs bouclés, touffus et courbés – à l’image de la queue d’un chien.

## Les chiens de papier
Dans le nord de la Chine, des images de chiens, faites en papier coupé sont déposées dans l’eau lors de la fête du double cinq (aussi appelée fête des bateaux-dragons), célébrée le cinquième jour du cinquième mois lunaire, comme un acte apotropaïque devant éloigner les mauvais esprits. Les chiens de papier sont également supposés protéger les morts.

## «Foo Dogs»

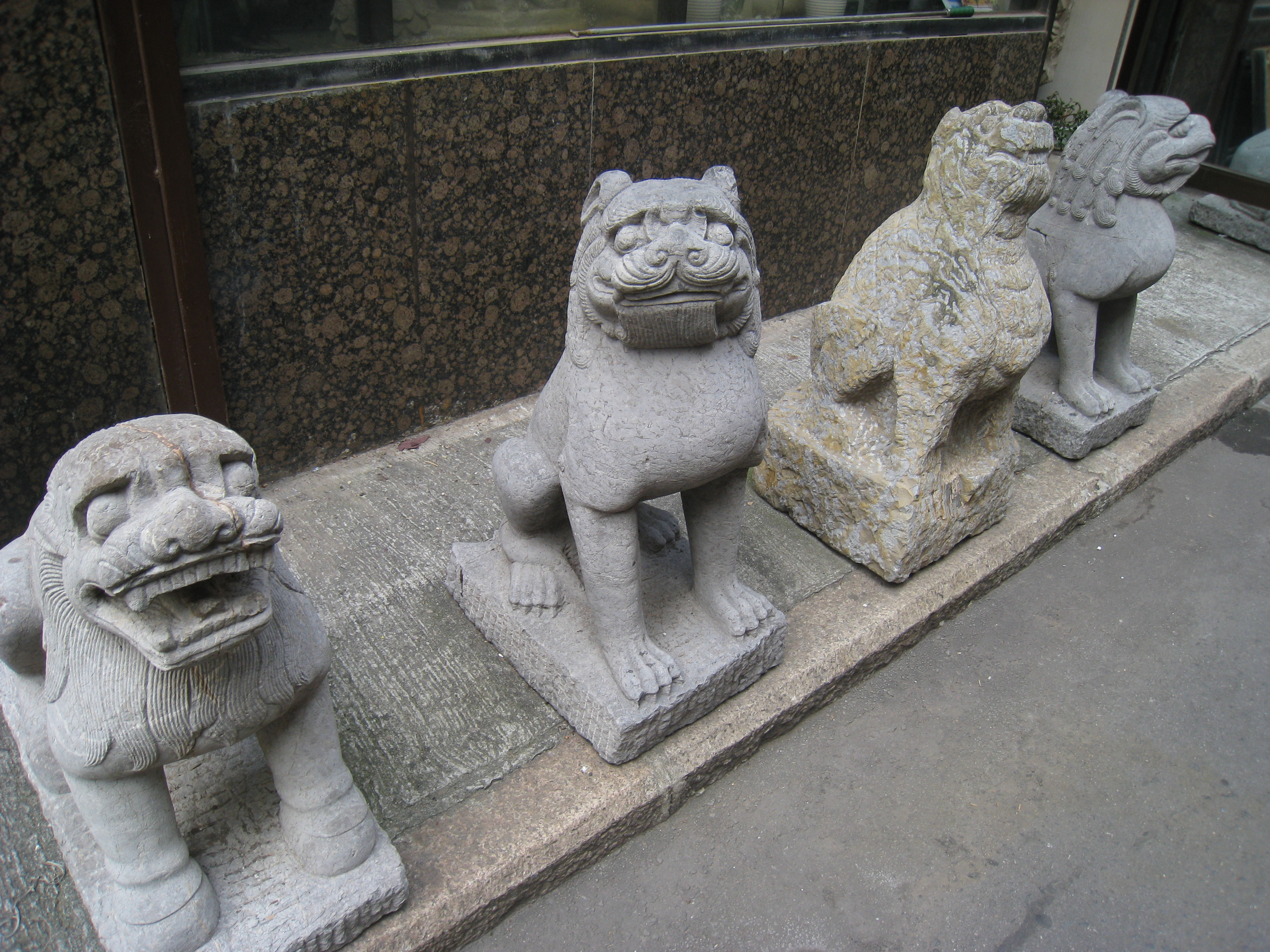
Statue chinoise de lions en pierre, présentant des traits canins prononcés.

De nombreuses statues chinoises de Lion gardien existent. Elles sont souvent appelées « Chiens Fu », « Chiens de Foo », « Lions de Fu » « Lions de Fo », ou encore « Chiens-lion ». Les lions d’aujourd’hui ne sont pas originaires de cette partie de la Chine, excepté peut-être de l’extrême ouest. Cependant, leur existence était bien connue, et le symbolisme associé ainsi que les idées sur les lions étaient familiers. Toutefois, en Chine, les représentations artistiques des lions ont tendance à ressembler à des chiens. En effet, « le « lion » que l'on voit représenté dans les peintures chinoises et dans la sculpture ressemble peu à l'animal réel, qui pourtant joue un rôle important dans le folklore chinois. » Les raisons pour lesquelles les « Lions gardiens » sont référencés comme « chiens » dans les cultures occidentales sont peut-être obscures, pourtant le phénomène est bien connu.

## Les chiens réels et les chiens légendaires

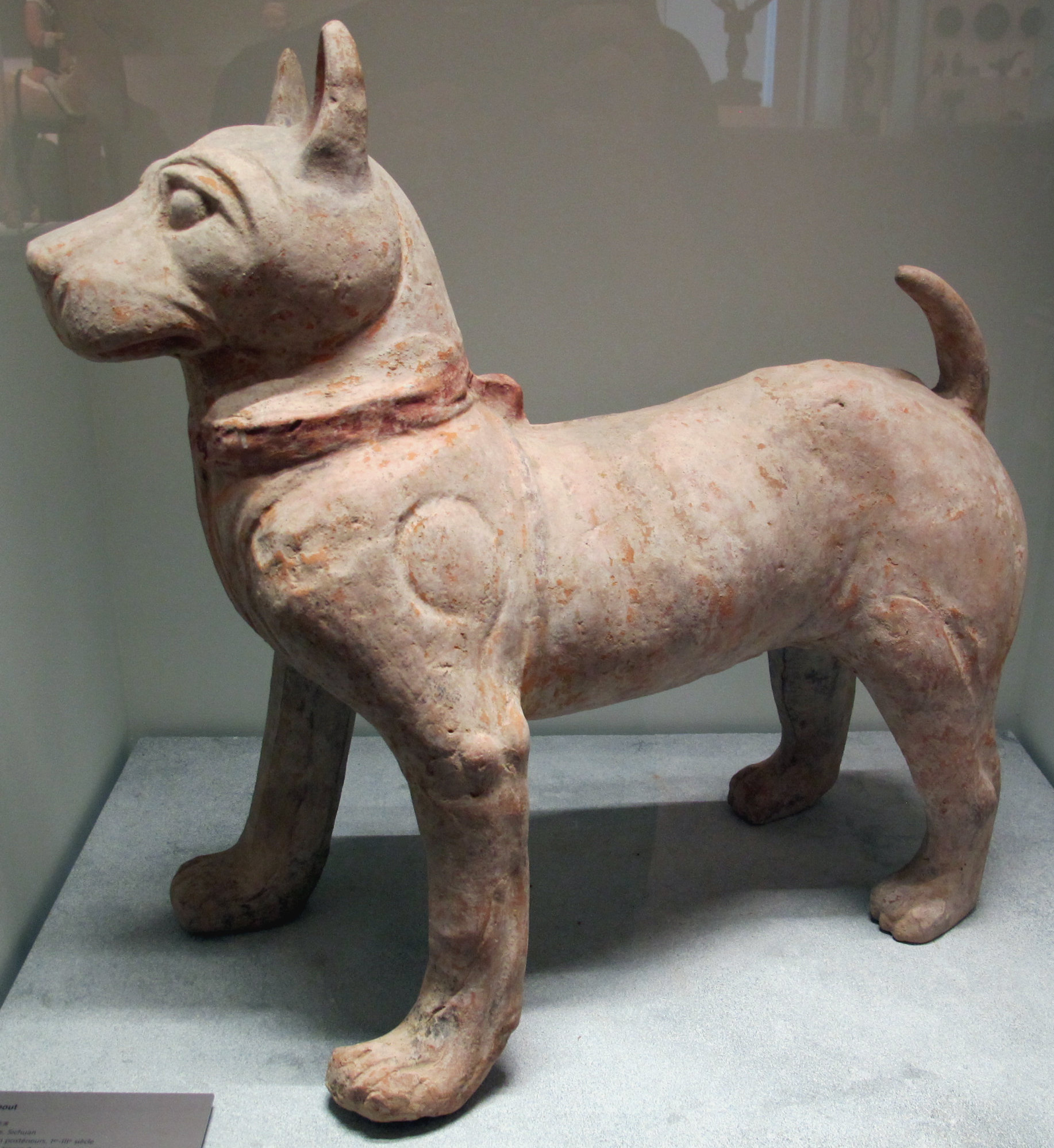
Après la Dynastie Han, une statue du Sichuan représentant un chien debout.

Malgré tous les mythes fantastiques de la Chine sur les chiens, les vrais chiens sont connus dans toute la Chine depuis la Préhistoire (contrairement à certains animaux exotiques comme les lions ou autres créatures, dont les caractéristiques réelles n’étaient souvent connues qu’indirectement).
Les chiens figurent également dans divers récits historiques et légendaires que l'on trouve dans les nombreux documents littéraires de la Chine, bien que dans certains cas, il est difficile de savoir où est la frontière entre le mythe et le récit historique. Cependant dans beaucoup de mythes, légendes ou autres récits sur les chiens dans la littérature chinoise, les canidés sont présentés d'une manière qui n’a pas l'apparence de la fantaisie ou du fantastique (par opposition à la façon dont d'autres créatures peuvent être typiquement manipulées dans la mythologie, comme dans le cas des tortues, des serpents, des dragons, ou souvent même des chevaux).

## Les autres canidés dans la mythologie chinoise
D’autres membres de la famille des canidae figurent également dans la mythologie chinoise, notamment les loups et les renards. Leur représentation est généralement différente de celle des chiens.
La littérature sur les renards, notamment les contes, est particulièrement importante. Les renards possèdent souvent des pouvoirs magiques comme la capacité de se transformer à volonté en humain, de vivre incroyablement longtemps et de posséder de nombreuses queues (neuf la plupart du temps).